# Blender (revista)
Blender és una revista estatunidenca de música, coneguda sovint per les seves fotografies eròtiques de celebritats femenines. És publicada per Dennis Publishing, la mateixa empresa que edita Maxim.
La revista va començar el 1994 com la primera revista digital en CD-ROM. La van crear Jason Pearson, David Cherry i Regina Joseph i va ser adquirida per l'editorial Dennis Publishing, ara Alpha Media, qui va publicar-ne 15 números amb el mateix format, per posteriorment crear-ne l'espai web el 1997. L'edició impresa es va llançar dos anys després. El CD-ROM de Blender va ser el primer format editorial digital que va servir de plataforma publicitaria. Entre els seus primers enunciants hi havia Calvin Klein, Apple, Toyota i Nike.
La publicació reuneix llistes d'àlbums musicals, artistes i cançons, incloent-hi "el millor" i "el pitjor". En cada edició, hi ha un ressenya sobre la discografia completa d'un artista, on cada àlbum és analitzat successivament.
Blender es va unir al canal de música VH1 per crear el ranking de "Les 50 cançons més increïblement dolentes", on "We built this city" de Jefferson Starship va obtenir el primer lloc.
El propietari Alpha Media Group va eliminar la publicació impresa de Blender el 26 de març de 2009, passant només a la versió en línia, amb un moviment que va eliminar 30 llocs de treball i va reduir el portfolio de l'empresa a les publicacions Maxim. L'última edició impresa va ser la de l'abril de 2009. Els subscriptors de la revista van rebre, com a compensació pels números de Blender no rebuts, edicions de a revista Maxim.
La web de Blender es troba sense actualitzar des del març de 2011, un clar indicador que han cessat les operacions. Això no obstant, no hi ha hagut cap comunicat oficial de Dennis Publishing o en qualsevol altre mitja sobre l'estat de la revista.